# 조도항 (남해군)
조도항(鳥島港)은 경상남도 남해군 미조면 조도리, 조도마을 인근에 있는 어항이다. 2002년 8월 6일 어촌정주어항으로 지정하여 관리하고 있다. 시설관리자는 남해군수이다.

## 어항 연혁
- 섬의 형상이 새가 날아가는 모습과 같다고 하여 조도(鳥島)로 유래되었다.

## 어항 시설
- 방파제 L=251, B=5.0m, 선착장 L=90m, B=4m, 호안 L=342, B=5m, 물량장 L=82m, B=65m

## 주요 어종
- 감성돔, 노래미, 도다리, 볼락, 삼치 등